# (6830) Johnbackus
(6830) Johnbackus ist ein Asteroid des äußeren Hauptgürtels, der am 5. Mai 1991 von den japanischen Astronomen Satoru Ōtomo und Osamu Muramatsu in Kiyosato (IAU-Code 894) in der Präfektur Yamanashi entdeckt wurde.
Der Himmelskörper wurde am 1. Juni 2007 nach dem US-amerikanischen Informatiker John W. Backus (1924–2007) benannt, der das Entwicklungsteam für Fortran, die erste jemals tatsächlich realisierte Programmierhochsprache leitete.